# Fairview (Utah)
Fairview – miasto w Stanach Zjednoczonych, w stanie Utah, w hrabstwie Sanpete.

## Klimat
Miasto leży w strefie klimatu kontynentalnego, wilgotnego z ciepłym latem i opadami przez cały rok, należącego według klasyfikacji Köppena do strefy Dfb. Średnia temperatura roczna wynosi 3,9 °C, a opady 652,8 mm (w tym 584 cm śniegu). Średnia temperatura najcieplejszego miesiąca - lipca wynosi 16,2 °C, natomiast najzimniejszego stycznia -5,8 °C. Najwyższa zanotowana temperatura wyniosła 33,9 °C, natomiast najniższa -28,0 °C. Miesiącem o najwyższych opadach jest grudzień o średnich opadach wynoszących 73,7 mm, natomiast najniższe opady są w czerwcu i wynoszą średnio 27,9.